# Helena Osório
Helena Cristina Afonso de Azevedo (de Gouveia) Osório (Benguela, Angola, 1967), com nacionalidade angolana e portuguesa, filha de pai natural de Luena (Moxico, Angola) e mãe do Lobito (Benguela, Angola), neta de avós paternos naturais da Beira Alta e de avós maternos da Beira Litoral e Porto (Portugal).
É escritora, historiadora, investigadora, coordenadora editorial, jornalista cultural.
Doutora em Estudos sobre a História da Arte e da Música pela Facultad de Geografía e Historia (Universidade de Santiago de Compostela), com nota máxima ('Sobresaliente cum Laude'), 2014; com reconhecimento do grau académico português de Doutor registado, na Universidade do Porto, a 4 de fevereiro de 2015.
Pós-graduada e mestre em Artes Decorativas pela Escola das Artes da Universidade Católica Portuguesa, 2004 e 2009.
Licenciada em Estudos Europeus pela Universidade Moderna de Lisboa, 2002. Frequentou o curso de doutoramento em História da Arte Portuguesa na Faculdade de Letras da Universidade do Porto.
Professora Assistente Convidada na Escola Superior de Educação do Instituto Politécnico de Viana do Castelo (2016-2017), em Métodos e Técnicas de Investigação e em Seminário de Investigação, orientadora de 20 trabalhos universitários de licenciatura (3.º ano em Gestão Artística e Cultural da ESE-IPVC).
Membro integrado (2016-2017) do extinto Núcleo de Arte e Design do Instituto de Investigação em Arte, Design e Sociedade da Faculdade de Belas Artes da Universidade do Porto (NAD-i2ADS/FBAUP)  a convite do então diretor pintor Prof. Doutor Francisco Laranjo, assim como membro da Associação de Pós-Graduados na Alemanha (ASPPA).
É, desde 2018, investigadora colaboradora do i2ADS/FBAUP.
É, desde 2012, académica correspondente na classe de Letras da Academia de Letras e Artes.
É, desde 2022, membro da Sociedade Portuguesa de Autores.
Em 2018-2019, iniciou uma colaboração na inventariação e organização do arquivo documental do escritor e jornalista, vice-presidente da Academia de Ciências de Lisboa, António Augusto Teixeira de Vasconcellos (1816-1878).
Em 2017-2018, colaborou na inventariação do arquivo documental do arquitecto Agostinho Ricca Gonçalves (1915-2010), sob a direção da filha Arq.ª Helena Ricca.
Foi assessora editorial no Mosaiko Instituto para a Cidadania (2011-2012); docente no Ensino Secundário nos grupos de Artes Visuais e Economia (2008-2011); mentora e coordenadora editorial da revista de artes Bombart (registada como VomVart), editada pelo Projecto, Núcleo de Desenvolvimento Cultural de Vila Nova de Cerveira (2008-2010); guionista do programa televisivo Família Galaró (canção e guiões do personagem Pai Galaró), para a produtora Hi-Media Portugal dirigida por Benedita Simas (2005); formadora em Escrita Criativa, Jornalismo Cultural, Literatura Portuguesa e Vitrinismo na Academia das Emoções e AEBA - Associação Empresarial do Baixo Ave (2005-2006), CLIP (2017), Intelectus D' Ouro (2010) e Matosinhos - DA VINCI Ginásios da Educação (2017).
Mentora, diretora e coordenadora editorial da Animedições, editora de arte e literatura (2009-2019).
É jornalista cultural, desde 1989, atualmente (e desde 2020) a colaborar com o site francês especialista em moda, beleza e luxo FashionNetwok.com.
Integrou durante 13 anos os quadros da Editora Abril Morumbi (depois Abril Controljornal, Edimpresa e Impresa), colaborando em várias revistas e jornais de diferentes grupos editoriais como jornalista e produtora de ambientes fotográficos [Arquitectura & Construção, Artecapital, Artes & Leilões, Blasting News, Caras, Caras Decoração, Casa Cláudia, Casas de Madeira, Casas de Portugal, Ed., Elle, Encontro (O Comércio do Porto), Espaços, Exame, Executiva, FashionNetwork, Flash!, Gingko, História, Marie Claire, Pais & Filhos, Rotas & Destinos, Sol, Tabu (Sol), Vela & Naútica, Visão, etc.].
Foi igualmente distinguida com o XIX, XXII e XXIII Prémio Abril de Jornalismo, em 1993, 1996, 1997 respectivamente, da Casa Cláudia Portugal, Editora Abril Brasil.
Em 1989 obteve o II Prémio do Concurso Moda de Gala sobre a Revolução Francesa, Hotel Le Meridien, Porto.

## Outros cursos e formações
Curso Técnico de Estilismo / Modelismo, 1985-1989 (Externato de Nossa Senhora do Perpétuo Socorro, Porto); Formação Geral em Jornalismo (imprensa escrita, rádio e televisão) e Técnicas de Base do Jornalismo Televisivo com Carlos Vargas e Rui Araújo, 1991-1992, 1993 (CENJOR, Lisboa); História da Arte com Mestre José António Leitão e Interpretação da Obra de Arte com Prof. Doutor Delfim Sardo, 1993-1994, Pintura com artistas plásticas Gabriela Albergaria e Marta Wengorious, 1995-1996 (AR.CO, Lisboa); Escrita Criativa com Nuno Artur Silva, 1996 (Aula do Risco, Lisboa); Escrita para Teatro com Jorge Silva Melo, 1996 (Fórum Municipal Luísa Todi, Setúbal); Design e Arquitectura de Interiores, 1996-1997 (IATA, Lisboa); Curso Livre sobre Ambientes Decorativos Românticos em Portugal, 2004 (Escola das Artes da Universidade Católica Portuguesa, Porto); Formação para Formadores (ex-CAP), 2005-2006 (CENATEX, Porto).

## Comunicações
Nas III Jornadas de Art' Ambiente, apresentou o projecto «Educar na Arte e pela Arte» consolidado com a publicação dos livros infantojuvenis ilustrados por grandes nomes das artes em Portugal, ASPEA - Associação Portuguesa de Educação Ambiental / Parque Biológico de Gaia (outubro, 2013).
Participou na sessão associada à passagem do centenário do falecimento de Ramalho Ortigão (1836-1915), integrada no ciclo de roteiros literários da «Foz Literária», onde evocou as viagens de Ramalho Ortigão cuja literatura de viagens estudou para a tese de doutoramento, Forte de São João Baptista da Foz do Douro (setembro 2015).
Participou no Ciclo Foz Literária «António Augusto Teixeira de Vasconcelos - Na Foz com a 'Maria da Fonte' e 'O Prato de Arroz Doce'», com a exposição da tese de doutoramento e espólio bibliográfico integrado na sua coleção particular, Forte de São João Baptista da Foz do Douro (fevereiro 2016).
Na Conferência Internacional, # 2 Jornadas de Investigação do NAD, apresentou a comunicação «A crítica de arte em Portugal: Uma reflexão sobre a mudança de mentalidades e mercados, com ressalva à falta de publicações de arte e crítica à luz da atualidade», na FBAUP - Faculdade de Belas Artes da Universidade do Porto (novembro 2017).
Na Conferência Internacional, Thirteenth International Conference on Interdisciplinary Social Sciences, organizada pela University of Illinois (EUA), apresentou a comunicação «Cultural Journalism and Art Criticism in Portugal: A Change of Mentalities and Markets with a Focus on the Lack of Art Publications and Criticism», na Faculdad de Ciencias de la Educación da Universidad de Granada (julho, 2018).
Apresentação virtual da comunicação, «Polymics from the XVII Century to this Day about the Angolan Queen Nzinga and African Cultures», na Literature & the Arts Conference que decorreu na US Air Force Academy (setembro, 2018).
No ICOCEP - International Congress on Contemporary European Painting, apresentou a comunicação «Polymics from the XVII Century to this Day about the Angolan Queen Nzinga and her Influence in the African Fabrics with Resource to the Angolan Rock Art, in the African Cultures and in the World», na FBAUP - Faculdade de Belas Artes da Universidade do Porto (abril 2019).

## Obras
Participação como autora e ilustradora em várias colectâneas, assim como editora de várias obras em literatura infanto-juvenil, contos, crónica, novela, poesia e romance com a chancela Animedições.
- Bibliografia infanto-juvenil
  - «Dos 8 aos 80, histórias pintadas» por Armanda Passos, Emília Nadal, Graça Martins, Graça Morais, Gracinda Candeias e Paula Rego, Novembro de 2008, Editorial Novembro.
  - «A Árvore que Falava» e «O Menino do Deserto», com desenhos inéditos do escultor Paulo Neves, Abril de 2009, Letras e Coisas.
  - «O Grande Feiticeiro Amarelo», com ilustração inédita do pintor Júlio Resende, Outubro de 2009, Animedições.
  - «Num Tempo em que os Animais Falam», ilustração inédita da pintora Gracinda Candeias, Março de 2010, Animedições.
  - «Viagem de José pelo Mundo dos Sonhos», pinturas de Armando Alves e José de Guimarães, ilustração inédita de António Barros (em colaboração com Diogo Araújo de 5 anos), Paulo Neves e Rui Paiva, Dezembro de 2010, Animedições.
  - «Quem Chama pelo Galo Preto? Aventuras de um galo com dentes», ilustração inédita da pintora Emília Nadal, Setembro de 2011, Animedições.
  - «Tempo de magia - Duendes, Elfos e Gnomos para adormecer sem medo», ilustração inédita do arquitecto Álvaro Siza e dos artistas plásticos Dulce Barata Feyo, Eduardo Nery, Fernando Veloso, Júlia Pintão, Mide Plácido, Margarida Leão e Henrique Silva, em colaboração com crianças e jovens  (Afonso Corrêa Pacheco, Afonso Côrte-Real Pimenta, João Cruz e Simão Machado Ferreira, Catarina Osório, Débora Maria Barata Feyo e Sebastião Machado Ferreira), Novembro de 2011, Animedições.
  - «Osvaldo Enfeitiçador de Cobras e Lagartos», com capa do escultor José Rodrigues e desenhos de crianças e jovens portugueses e angolanos (Afonso Corrêa Pacheco, Ana Duarte, Francisco Alfredo Chimuando, Kassia Sousa, Margarida Gomes Ribeiro, Simão Leão Machado Ferreira e Sueli Sousa), Setembro de 2012, Animedições.

- Bibliografia adulto-juvenil

Romance
- «Voando nas Asas de um Pombo Verde. Em Viagem por Angola (1917-2013)», com ilustração da pintora Isabel Mourão, Dezembro de 2013, Animedições.
- «Voando nas Asas de um Pombo Verde», reedição com capa da pintora Graça Martins, Dezembro de 2022, Editorial Novembro.

Poesia
- «Experiências da Alma por Trilhos de Sal com Pimenta», ilustrado com fotografia da série «Mar e Céu» de Alberto Plácido (Março de 2017, Animedições).
- Menções honrosas aos poemas “Papoilais” e “Canto de Sereia”, no II Concurso Literário da AML “Rubens Luiz Sartori” / Academia Mourãoense de Letras, 2022, Brasil.

Antologias
- Bibliografia micro narrativas ficcionais / obra colectiva: «SMS - Colectânea de Micro Narrativas Ficcionais» (Chiado, 2019).
- Bibliografia poesia / antologias: «Entre o Sono e o Sonho» (Chiado Editora, 2016); «Solstícios e Equinócios» (Edições Vieira da Silva, 2016); «2.º Concurso Literário» (Edições Vieira da Silva, 2018); «Liberdade» (Chiado Editora, 2019); «VI Cadernos de Poesia» (Circulo Artístico e Cultural Artur Bual, 2020).

- Bibliografia contos / antologias: «A Magia das Chaves» (Edições Vieira da Silva, 2013); «Natalícia» e «Vi(r)agem» (Editorial Novembro, 2016).
- Bibliografia ilustração: «Pequenos Gestos, Grandes Corações» (Ajudaris 2012).

Obras académicas
- Dissertação de mestrado em Artes Decorativas
  - «Ambientes Decorativos Românticos de Casas Nobres do Norte de Portugal: Expressões Oitocentistas e sua Permanência até ao Século XX», Universidade Católica Portuguesa (Pólo do Porto), 2008 (Defesa em 2009).[6]
- Tese de doutoramento em Estudos sobre a História da Arte e da Música
  - «Impressões sobre a Arte e o Património nas Cidades Europeias mais Visitadas por Viajantes Portugueses (Londres, Madrid, Nápoles e Paris): Notas para o Estudo de uma Sensibilidade Estética (1860-1910)», Universidade de Santiago de Compostela, 2014.[7]

Arte e crítica de arte
- Participou na exposição «Livre Mente», comissariada por Sérgio Almeida e patente na III Bienal Internacional de Arte Gaia 2019, com a obra de pintura «Lua Azul», técnica mista s/tela, 65x54 cm, realizada em colaboração com o filho Afonso Corrêa Pacheco (2019).
- Escreveu sobre a obra dos artistas plásticos Belkiss Oliveira e Eduardo Verde Pinho (2019), Helena Dias (2013), José Rosinhas (2012), Olga Santos (2010), Demiranda (2004) e sobre a obra do fotógrafo Américo Gomes (2017), para publicação em catálogos de exposições.

## Entrevistas
- Helena Osório: "O meu projecto é educar na arte e pela arte", Impressão
- O ambiente da Foz inspira-me, Café com... Helena Osório, jornalista e escritora, por Sara Oliveira, Jornal de Notícias, publicado em 2009-02-13